# Roy Halladay
Harry Leroy Halladay III (ur. 14 maja 1977, zm. 7 listopada 2017) – amerykański baseballista, który występował na pozycji miotacza przez 16 sezonów w Major League Baseball.

## Przebieg kariery
Halladay został wybrany w 1995 roku w pierwszej rundzie draftu z numerem siedemnastym przez Toronto Blue Jays i początkowo występował w klubach farmerskich tego zespołu, między innymi w Syracuse SkyChiefs, reprezentującym poziom Triple-A. W MLB zadebiutował 20 września 1998 w meczu przeciwko Tampa Bay Devil Rays. W swoim drugim meczu jako starter zaliczył pierwsze w karierze zwycięstwo.
W sezonie 2002 po raz pierwszy wystąpił w Meczu Gwiazd, zaś rok później mając najwięcej zwycięstw w American League (22) otrzymał nagrodę Cy Young Award dla najlepszego miotacza. W grudniu 2009 w ramach wymiany zawodników przeszedł do Philadelphia Phillies.

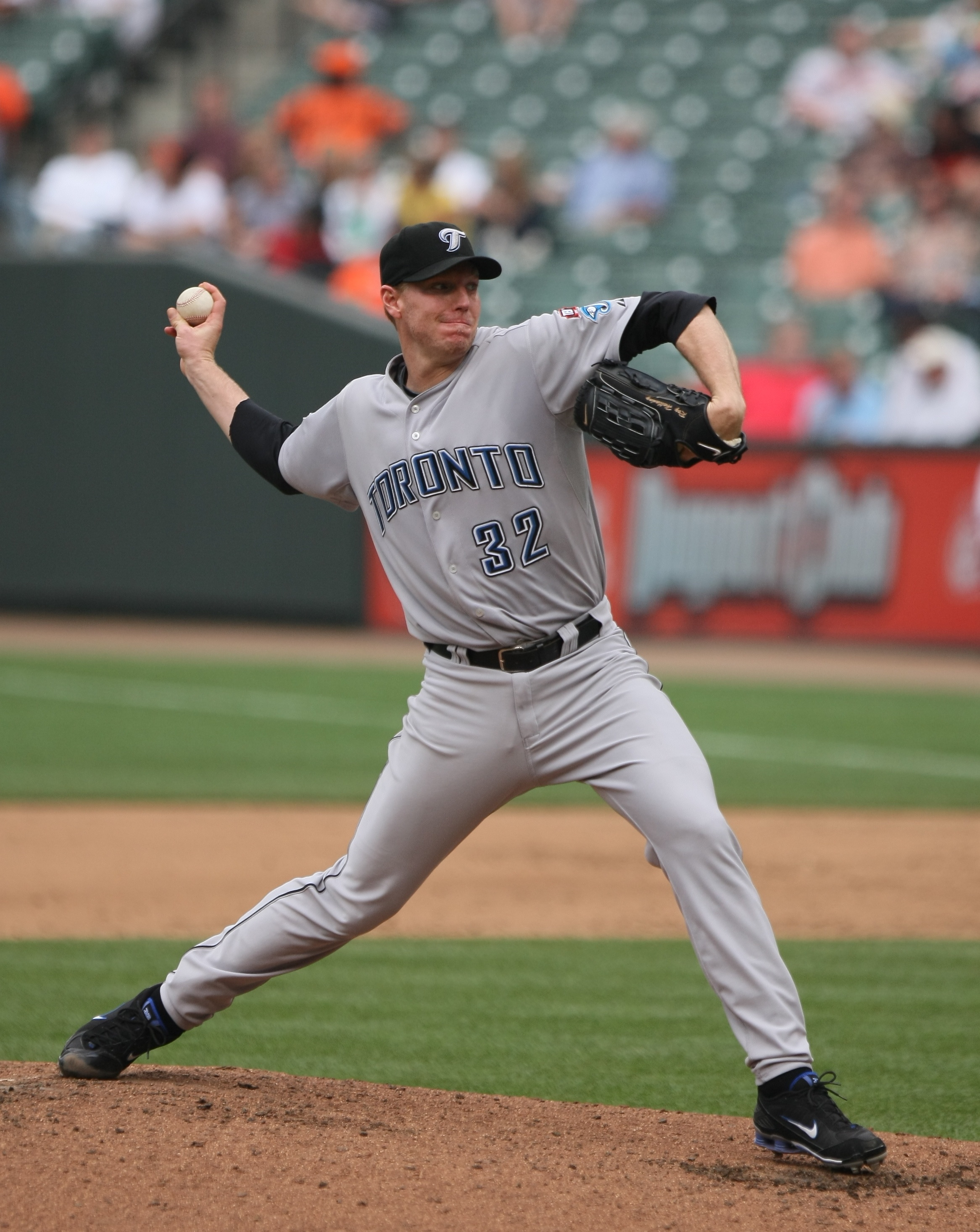
Halladay podczas gry w Toronto Blue Jays.

29 maja 2010 w meczu przeciwko Florida Marlins rozegrał 20. w historii Major League perfect game i jednocześnie został drugim zawodnikiem Phillies, który dokonał tego osiągnięcia. 6 października 2010 w spotkaniu z Cincinnati Reds, jako drugi miotacz w historii MLB po Donie Larsenie, rozegrał no-hittera w postseason. W tym samym sezonie zwyciężył w lidze w klasyfikacji zwycięstw (21), otrzymał nagrodę Cy Young Award i po raz siódmy w karierze wystąpił w All-Star Game.
29 lipca 2012 w meczu przeciwko Atlanta Braves został 67. miotaczem w historii MLB, który zaliczył 2000. strikeout, zaś 14 kwietnia 2013 w spotkaniu z Miami Marlins osiągnął pułap 200 zwycięstw w karierze. 5 maja 2013 w meczu z Miami Marlins rozgrywanym na Citizens Bank Park, odniósł kontuzję prawego ramienia, która wykluczyła go z gry na niespełna trzy miesiące. W tym samym roku postanowił zakończyć karierę.
29 marca 2018 przed meczem otwarcia sezonu z New York Yankees miała miejsce ceremonia zastrzeżenia numeru 32, z którym Halladay występował. W 2019 został uhonorowany członkostwem w Baseball Hall of Fame.

## Śmierć
Zmarł śmiercią tragiczną 7 listopada 2017 w katastrofie samolotu amfibii ICON A5, który rozbił się w Zatoce Meksykańskiej nieopodal wybrzeży Florydy.

## Nagrody i wyróżnienia
| Nagroda/wyróżnienie              | Lata                                           | Źródło |
| 8× All-Star                      | 2002, 2003, 2005, 2006, 2008, 2009, 2010, 2011 | [ 3 ]  |
| 2× Cy Young Award                | 2003, 2011                                     | [ 9 ]  |
| Baseball Hall of Fame            | od 2019                                        | [ 17 ] |
| # 32 zastrzeżony przez Blue Jays | 2018                                           | [ 16 ] |

## Statystyki
Sezon zasadniczy
| Sezon              | Klub               | W   | L   | ERA   | G   | GS  | CG | SHO | SV | IP    | H    | R    | ER   | HR  | SO   | WHIP  |
| ------------------ | ------------------ | --- | --- | ----- | --- | --- | -- | --- | -- | ----- | ---- | ---- | ---- | --- | ---- | ----- |
| 1998               | TOR                | 1   | 0   | 1,93  | 2   | 2   | 1  | 0   | 0  | 14    | 9    | 4    | 3    | 2   | 13   | 0,786 |
| 1999               | TOR                | 8   | 7   | 3,92  | 36  | 18  | 1  | 1   | 1  | 149⅛  | 156  | 76   | 65   | 19  | 82   | 1,574 |
| 2000               | TOR                | 4   | 7   | 10,64 | 19  | 13  | 0  | 0   | 0  | 67⅔   | 107  | 87   | 80   | 14  | 44   | 2,202 |
| 2001               | TOR                | 5   | 3   | 3,16  | 17  | 16  | 1  | 1   | 0  | 105⅛  | 97   | 41   | 37   | 3   | 96   | 1,158 |
| 2002               | TOR                | 19  | 7   | 2,93  | 34  | 34  | 2  | 1   | 0  | 239⅛  | 223  | 93   | 78   | 10  | 168  | 1,191 |
| 2003               | TOR                | 22  | 7   | 3,25  | 36  | 36  | 9  | 2   | 0  | 266   | 253  | 111  | 96   | 26  | 204  | 1,071 |
| 2004               | TOR                | 8   | 8   | 4,20  | 21  | 21  | 1  | 1   | 0  | 133   | 140  | 66   | 63   | 13  | 95   | 1,346 |
| 2005               | TOR                | 12  | 4   | 2,41  | 19  | 19  | 5  | 2   | 0  | 141⅔  | 118  | 39   | 38   | 11  | 108  | 0,960 |
| 2006               | TOR                | 16  | 5   | 3,19  | 32  | 32  | 4  | 0   | 0  | 220   | 208  | 82   | 78   | 19  | 132  | 1,100 |
| 2007               | TOR                | 16  | 7   | 3,71  | 31  | 31  | 7  | 1   | 0  | 225⅛  | 232  | 101  | 93   | 15  | 139  | 1,243 |
| 2008               | TOR                | 20  | 11  | 2,78  | 34  | 33  | 9  | 2   | 0  | 246   | 220  | 88   | 76   | 18  | 206  | 1,053 |
| 2009               | TOR                | 17  | 10  | 2,79  | 32  | 32  | 9  | 4   | 0  | 239   | 234  | 82   | 74   | 22  | 208  | 1,126 |
| 2010               | PHI                | 21  | 10  | 2,44  | 33  | 33  | 9  | 4   | 0  | 250⅔  | 231  | 74   | 68   | 24  | 219  | 1,041 |
| 2011               | PHI                | 19  | 6   | 2,35  | 32  | 32  | 8  | 1   | 0  | 233⅔  | 208  | 65   | 61   | 10  | 220  | 1,040 |
| 2012               | PHI                | 11  | 8   | 4,49  | 25  | 25  | 0  | 0   | 0  | 156⅛  | 155  | 78   | 78   | 18  | 132  | 1,222 |
| 2013               | PHI                | 4   | 5   | 6,82  | 13  | 13  | 1  | 0   | 0  | 62    | 55   | 48   | 47   | 12  | 51   | 1,468 |
| Łącznie w karierze | Łącznie w karierze | 203 | 105 | 3,38  | 416 | 390 | 67 | 20  | 1  | 2749⅛ | 2646 | 1135 | 1034 | 236 | 2117 | 1,178 |

Postseason
| Sezon              | Klub               | S                  | P                  | Wynik              | W | L | ERA  | G | GS | CG | SHO | SV | IP | H  | R  | ER | HR | SO | WHIP  |
| ------------------ | ------------------ | ------------------ | ------------------ | ------------------ | - | - | ---- | - | -- | -- | --- | -- | -- | -- | -- | -- | -- | -- | ----- |
| 2010               | PHI                | NLDS               | CIN                | Wyg.               | 1 | 0 | 0,00 | 1 | 1  | 1  | 1   | 0  | 9  | 0  | 0  | 0  | 0  | 8  | 0,111 |
| 2010               | PHI                | NLCS               | SFG                | Przeg.             | 1 | 1 | 4,15 | 2 | 2  | 0  | 0   | 0  | 13 | 14 | 6  | 6  | 2  | 12 | 1,231 |
| 2011               | PHI                | NLDS               | STL                | Przeg.             | 1 | 1 | 2,25 | 2 | 2  | 0  | 0   | 0  | 16 | 4  | 4  | 1  | 2  | 15 | 0,688 |
| Łącznie w karierze | Łącznie w karierze | Łącznie w karierze | Łącznie w karierze | Łącznie w karierze | 3 | 2 | 2,37 | 5 | 5  | 1  | 1   | 0  | 38 | 23 | 10 | 10 | 3  | 35 | 0,737 |